# ايمري باراني
ايمري باراني (بالمجرية: Bárány Imre )‏ (و. 1947  م) هو رياضياتي مجري، هو عضوٌ في مجتمع الرياضيات الأمريكي، وهو عضوٌ في الأكاديمية الهنغارية للعلوم.

## جوائز
حصل على جوائز منها:
- نيشان الفنون والآداب من رتبة قائد (17 يناير 2013)[8]
- جائزة المنافسة العامة  [لغات أخرى]‏ (1946)